# Pierre Levée (Albas)

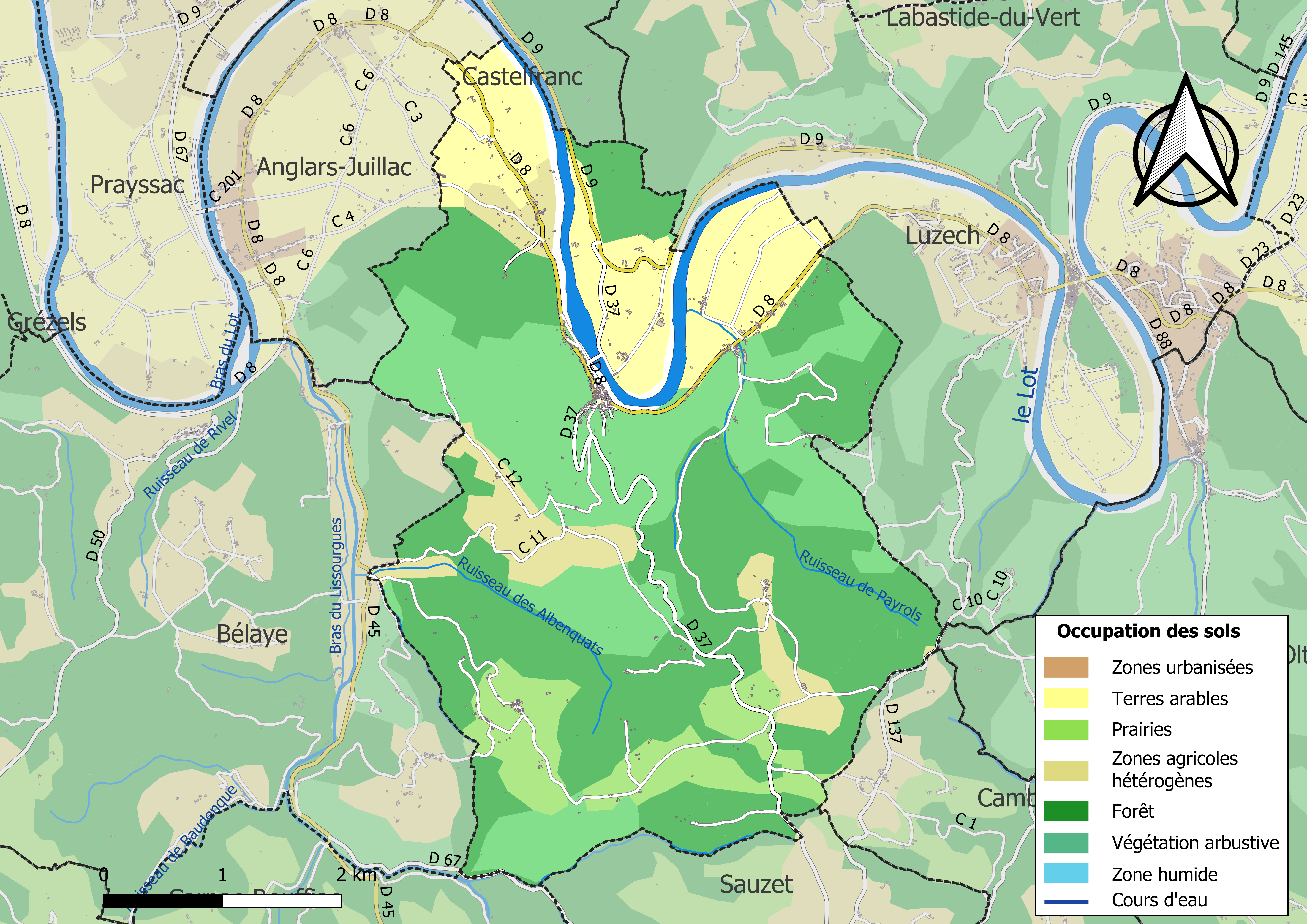
Lage von Albas

Der Dolmen Pierre Levée ist eine megalithische Grabanlage bei Albas im Département Lot in Frankreich. Dolmen ist in Frankreich der Oberbegriff für neolithische Megalithanlagen aller Art (siehe: Französische Nomenklatur).

## Lage
Der Dolmen liegt auf dem höchsten Punkt einer Erhebung. In etwa 500 m Entfernung befindet sich ein Menhir.

## Beschreibung
Der Dolmen besitzt eine Kammer von 1,25 m Breite mit je einer Wandplatte an den Seiten. Die rechte ist 1,65 m lang, 0,80 m hoch und 0,40 m dick. Die linke ist 2,30 m lang, 0,65 m hoch und 0,50 m dick. Die Deckplatte hat eine Länge von 1,00 m, eine Breite von 2,10 m und eine Dicke von 0,45 m. Der Zugang zur Kammer weist in Richtung Südsüdost. Als Baumaterial für den Dolmen wurde örtlich anstehender eisenhaltiger Sandstein verwendet.